# Garrulax lugubris
Garrulax lugubris là một loài chim trong họ Leiothrichidae.